# هيروشي سوغاوارا
هيروشي سوغاوارا (باليابانية: 菅原浩志؛ بالكانا: すがわら ひろし) هو منتج أفلام وكاتب سيناريو ومخرج ياباني، ولد في 1955 في سابورو في اليابان.

## وصلات خارجية
- هيروشي سوغاوارا على موقع IMDb (الإنجليزية)
- هيروشي سوغاوارا على موقع ألو سيني (الفرنسية)
- هيروشي سوغاوارا على موقع قاعدة بيانات برودواي على الإنترنت (الإنجليزية)
- هيروشي سوغاوارا على موقع قاعدة بيانات الفيلم (الإنجليزية)
- هيروشي سوغاوارا على موقع كينوبويسك (الروسية)